# Gonodes tornalis
Gonodes tornalis är en fjärilsart som beskrevs av Embrik Strand 1921. Gonodes tornalis ingår i släktet Gonodes och familjen nattflyn. Inga underarter finns listade i Catalogue of Life.